# Банних Віктор Іванович
Ві́ктор Іва́нович Ба́нних (28 червня 1949, Старокостянтинів — †14 серпня 2003) — український державний і військовий діяч. Голова Державного комітету у справах охорони Державного кордону України — командуючий Прикордонними військами України. Заступник міністра оборони України. Держсекретар Міністерства оборони України з питань міжнародного співробітництва, генерал-полковник.

## Біографія
Народився 28 червня 1949 року в місті Старокостянтинові Хмельницької області в сім'ї військовослужбовця. Військову службу почав у 1966 році з Московського вищого прикордонного командного училища КДБ при РМ СРСР, яке закінчив у 1970 році. В 1979 році закінчив Вищу школу КДБ (заочно). За освітою юрист-правознавець.
У подальшому проходив військову службу на посадах, пов'язаних з охороною державного кордону СРСР та України:
- в 1970—1991 роках працював у розвідувальних органах Прикордонних військ СРСР:
  - вересень 1970 — листопад 1974 — офіцер з інформації розвідувального відділу 49 прикордонного загону Східного прикордонного округу (місто Панфілов Талди-Курганської області);
  - листопад 1974 — березень 1978 — офіцер, а з березня 1978 по лютий 1979  року — старший офіцер з інформації розвідувального відділу Східного прикордонного округу (Алма-Ата);
  - березень 1981 — липень 1983 — заступник начальника загону з розвідки — начальник розвідувального відділу 30 прикордонного загону Східного прикордонного округу (село Маканчі Семипалатинської області);
  - липень 1983 — лютий 1984 — заступник начальника розвідувального відділу Східного прикордонного округу (Алма-Ата);
  - лютий 1984 — травень 1985 — заступник начальника інформаційно-аналітичного відділу;
  - травень 1985 — липень 1987 — начальник 2-го відділу розвідувального управління, Головного управління Прикордонних військ СРСР (Москва);
  - липень 1987 — липень 1990 — заступник начальника військ з розвідки — начальник розвідувального відділу Забайкальського прикордонного округу (Чита);
  - липень 1990 — січень 1992 — заступник начальника військ з оперативної роботи — начальник оперативного відділу Західного прикордонного округу (Київ).
- у 1992—1994 роках — перший заступник голови Державного комітету у справах охорони Державного кордону України;
- у 1994—1999 роках — голова Державного комітету у справах охорони Державного кордону України — командуючий Прикордонними військами України, член Ради національної безпеки і оборони при Президентові України, член Координаційного комітету по боротьбі з корупцією та організованою злочинністю.

З 23 квітня 2000 року був заступником міністра оборони України з питань військової політики і військового співробітництва, з 5 лютого 2002 року — Держсекретарем Міністерства оборони з питань міжнародного співробітництва.

Могила Віктора Банних

Жив у Києві. Помер 14 серпня 2003 року. Похований на Байковому кладовищі (ділянка №52а).

## Відзнаки
Нагороджений 10 орденами, зокрема: Богдана Хмельницького ІІІ ступеня (22 серпня 1996), II ступеня (серпень 2002), Святого Дмитра Солунського III ступеня (УПЦ, травень 1999); 18 медалями, зокрема «За бойові заслуги» (2 липня 1981).
Удостоєний звання «Почесний співробітник Державної безпеки СРСР». Відзнака Президента України «Іменна вогнепальна зброя» (12 липня 1999). Відзнаки «Почесний прикордонник України» (24 червня 1997), «Хрест Слави» (28 червня 1999). Відзнака Міністерства оборони України «Доблесть і честь» (2001).

## У літературі
Заслужений діяч мистецтв України Володимир Мельников присвятив Вікторові Банних вірш «У житті ви воїн та господар».

## Пам'ять
У 2011 році в Києві на будинку по вулиці Володимирській, 30 Віктору Івановичу Банних відкрито меморіальну дошку (бронза, граніт, барельєф).

Меморіальна дошка Банних В. І. на вул. Володимирській, 30 у Києві